# Ananies de Judà
Ananies (segle vii aC) és un personatge bíblic de l'Antic Testament. Segons les referències aparegudes al llibre de Daniel, Ananies era membre de la tribu de Judà, captiva a Babilònia després de la destrucció de Jerusalem a mans de Nabucodonosor II. Segons les mateixes fonts, va morir cremat juntament amb Azaries i Misael.